# British Independent Film Award

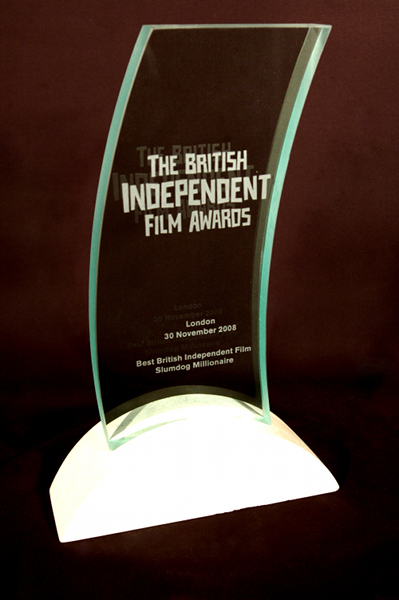
De British Independent Film Award trofee uit 2008.

De British Independent Film Award is een Britse filmprijs die sinds 1998 jaarlijks wordt uitgereikt. De prijs is een initiatief van Elliot Grove, de oprichter van het Raindance Film Festival. De prijs is speciaal bedoeld voor onafhankelijk gefinancierde Britse films.
De uitreiking van de prijs vindt elk jaar in december plaats. De nominaties worden in november bekendgemaakt.
De categorieën zijn:
- Beste Britse onafhankelijke film
- Beste scenario
- Beste regisseur
- Beste acteur
- Beste actrice
- Beste mannelijke bijrol
- Beste vrouwelijke bijrol
- Breakthrough Performance
- Beste debuut regisseur
- Beste debuut scenarioschrijver
- Breakthrough Producer
- Beste documentaire
- Raindance Discovery Award
- Beste Britse korte film
- Beste internationale onafhankelijke film
- Beste casting
- Beste cinematografie
- Beste kostuumontwerp
- Beste montage
- Beste make-up en haarontwerp
- Beste muziek
- Beste productieontwerp
- Beste geluid
- Beste effecten